# Mehmet Ali Toşur
Mehmet Ali Anıl Toşur (* 12. August 1992 in Altındağ) ist ein türkischer Fußballspieler.

## Karriere
Toşur begann mit dem Vereinsfußball in der Jugend von Antalyaspor und erhielt im Frühjahr 2012 hier einen Profivertrag. Anschließend wurde er aber sofort an den Drittligisten Fethiyespor ausgeliehen. Mit diesem Verein erreichte er das Relegationsfinalde der TFF 2. Lig und verpasste so in letzter Instanz den Aufstieg in die TFF 1. Lig. Zum Saisonende kehrte er zu Antalyaspor zurück.
Zur Rückrunde der Spielzeit 2012/13 wechselte er zum Viertligist Kilimli Belediyespor.